# Дібрівська сільська рада (Миргородський район)
Дібрівська сільська рада — колишній орган місцевого самоврядування у Миргородському районі Полтавської області з центром у c. Дібрівка.

## Населені пункти
Сільраді були підпорядковані населені пункти:
- c. Дібрівка
- с. Верховина
- с. Веселе
- с. Глибоке
- с. Котлярі
- с. Показове
- с. Стовбине
- с. Шпакове